# Martin Chuzzlewit
Martin Chuzzlewit, eller Martin Chuzzlewit, hans liv och äventyr är en roman skriven av Charles Dickens (1844). Romanen betraktas som den sista av Dickens pikareska böcker. Den utkom först som serie under 1843 och 1844. Dickens sände även Martin Chuzzlewit till Amerika och kunde på så sätt skildra det nya landet på ett satiriskt sätt, (han hade själv varit där på besök 1842). Temat i romanen är själviskhet, vilket skildras med satir via familjen Chuzzlewit. Två av Dickens klassiska skurkar finns med i romanen: Seth Pecksniff och Jonas Chuzzlewit. 

## Handling
Martin Chuzzlewit har uppfostrats av sin farfar och namne. Flera år tidigare tog Martin senior försiktighetsåtgärden att uppfostra en föräldralös flicka, Mary Graham. Hon ska fungera som hans jungfru, och är väl medveten om att hon endast kommer bli väl omhändertagen så länge som Martin senior är i livet. Hon är därför engagerad i att främja hans välfärd, i motsats till hans släktingar, som bara vill ärva hans pengar. 
Men Martin Chuzzlewits barnbarn, Martin, blir kär i Mary och vill gifta sig med henne, och förstör på så vis Martin seniors planer. När Martin vägrar att slå upp förlovningen, gör hans farfar honom arvlös. Martin blir då lärling hos Seth Pecksniff, en girig arkitekt. I stället för att undervisa sina elever, lever han upp deras terminsavgifter och låter dem göra ritningar som han sedan påstår är hans egna. Pecksniff har två bortskämda döttrar, med smeknamnen Cherry och Merry, egentligen är de döpta till Charity och Mercy. Martin är omedveten om Pecksniffs baktankar, han har enbart tagit emot Martin för att komma närmare hans rika farfar. På så vis tänker han att han ska få en mer framträdande plats i testamentet. 

## Huvudkaraktärer
- Seth Pecksniff, en änkeman med två döttrar, självlärd lärare i arkitektur som sätter sig själv på en piedestal.
- Charity och Mercy Pecksniff, döttrar till Seth Pecksniff.
- Gamle Martin Chuzzlewit, den förmögna patriarken i familjen Chuzzlewit.
- Unge Martin Chuzzlewit, barnbarn till gamle Martin Chuzzlewit, och den som ska få ärva honom.
- Anthony Chuzzlewit, bror till gamle Martin.
- Jonas Chuzzlewit, Anthony Chuzzlewits elake son.

## Filmatiseringar
Boken filmatiserades av BBC 1994 som Martin Chuzzlewit med manus av David Lodge och regi av Pedr James. Huvudrollerna spelas bland andra av Paul Scofield, Ben Walden, John Mills, Tom Wilkinson, Pete Postlethwaite och Julia Sawalha.